# Parodon buckleyi
Parodon buckleyi es una especie de peces de la familia Parodontidae en el orden de los Characiformes.

## Morfología
Los machos pueden llegar alcanzar los 15 cm de longitud total.

## Hábitat
Es un pez de agua dulce y de  clima tropical.

## Distribución geográfica
Se encuentran en Sudamérica:  cuenca del río Amazonas.